# Living Death (Film)
Living Death ist ein Thriller von Erin Berry aus dem Jahr 2006. Er handelt vom reichen, sadistischem Viktor, der von seiner Frau vergiftet und dann bei lebendigem Leibe obduziert wird, worauf er bittere Rache an seiner Frau und deren Liebhaber nimmt. 

## Handlung
Der reiche Viktor hat in seiner masochistischen Frau Elizabeth den richtigen Partner gefunden. Diese ist seine Folterspiele aber leid und geht daher mit Viktors Anwalt Roman fremd. Gemeinsam beschließen sie, Viktor mit dem Gift des Kugelfischs, Tetrodotoxin, zu vergiften, da eine Trennung auf Grund eines Ehevertrags nicht in Frage kommt. Das Gift tut seine Wirkung doch nur zum Teil, denn Viktor muss bewegungsunfähig zusehen, wie er von einigen Medizinstudenten obduziert wird. 
Danach nimmt er mit Hilfe seiner Folterkammer grausame Rache an seiner Frau, Roman und den behandelnden Ärzten.